# Bomolocha androna
Bomolocha androna är en fjärilsart som beskrevs av Druce 1890. Bomolocha androna ingår i släktet Bomolocha och familjen nattflyn. Inga underarter finns listade i Catalogue of Life.